# Centro de detención Estadio Nacional de Chile
El Estadio Nacional Julio Martínez Prádanos fue usado como campo de concentración de prisioneros políticos existente durante septiembre de 1973, durante y posterior al golpe de Estado liderado por Augusto Pinochet y que derrocó al gobierno de Salvador Allende. El centro de detención se localizó dentro del edificio principal del Estadio Nacional, el principal recinto deportivo de Chile.

## Historia

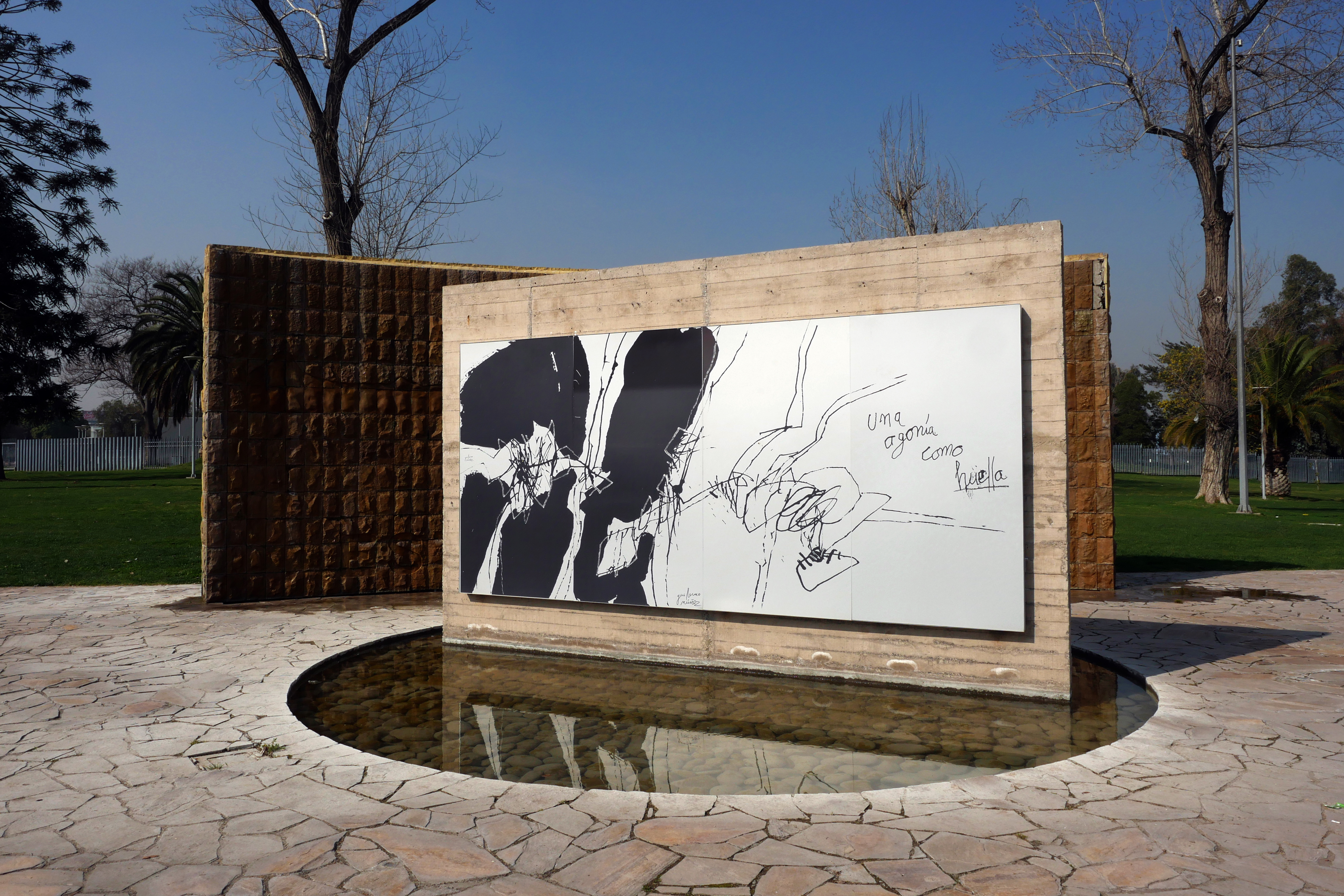
Memorial Grecia, construido en homenaje a los prisioneros de Chile

En las décadas previas en el sector de Ñuñoa se había formado un barrio industrial llamado "Cordón Vicuña Mackenna" donde los obreros en su mayoría estaban afiliados a poderosos sindicatos de tendencia de izquierda política. Tras el Golpe las fuerzas de represión utilizaron las dependencias de este estadio como un gigantesco centro de detención y tortura de opositores a la dictadura, entre el 12 de septiembre y 9 de noviembre.
El Estadio Nacional durante y después del golpe de Estado que estaba siendo efectuado por las Fuerzas Armadas, la Fuerza Aérea y el Cuerpo de Carabineros, fue usado por estos mismos elementos del ejército para aprisionar y ejercer violencia física sobre una población especifica que fue perseguida y después aprisionada.
Entre esta población perseguida se encontraban dirigentes sociales y sindicales de las izquierdas chilenas, al igual que profesores, estudiantes, obreros y amas de casa, extranjeros con vínculos o pensamientos comunistas, etc.
Sin embargo, uno de los centros de detención más importantes y masivos en la capital chilena, fue el Estadio Chile, el cual estaba lleno de presos siendo registrados, por esta situación se daba la orden de ejecutar a los prisioneros a la unidad responsable de la captura y al mismo tiempo llegaban vehículos llenos de cadáveres, para después recibir la tarea de deshacerse de los cuerpos y reubicar a los prisioneros que seguían llegando al Estadio Nacional.
Por lo cual el recinto deportivo estuvo en funcionamiento desde el 12 de septiembre de 1973 hasta el 9 de noviembre del mismo año, se convirtió en el mayor centro de detención en su momento, según los registros oficiales, en los cuales podemos rescatar que en los primeros días de su funcionamiento, aprisiono 7.000 prisioneros, pero durante todo el periodo que estuvo en funcionamiento pasaron alrededor de cuarenta mil prisioneros y según escuetos registros oficiales solo hubo 40 muertes en este recinto, aunque según testimonios hubo mucho más asesinados en el lugar.
En el recinto pasaron en calidad de detenidos más de cuarenta mil personas. En un solo día la Cruz Roja estimó en siete mil los prisioneros, de los cuales unos 300 eran extranjeros.
De acuerdo a testimonios de sobrevivientes recogidos por esta institución humanitaria, en el estadio se cometieron torturas, secuestros y amagos de fusilamientos contra los detenidos. Además, personas encapuchadas se paseaban entre los prisioneros delatando a los militantes de partidos de izquierdas que eran perseguidos por la dictadura. Algunos de ellos fueron fusilados en el mismo recinto y otros llevados a lugares desconocidos y ejecutados.
El Estadio Nacional durante el periodo de inicio de la dictadura funcionó como centro de detención para “despolitizar” a la ciudadanía, hacerla sumisa y obediente ante el nuevo gobierno que se impuso, ya que con la apertura de este espacio se buscó particularmente la difusión del miedo mediante la masiva e indiscriminada persecución de partidarios del régimen depuesto y personas no involucradas en estos organismos sociales y políticos, a los que se encarceló, torturó y ejecutó.
No obstante, los presos se encontraban hacinados en camarines, baños y galerías, mal alimentados, además de ser interrogados y torturados. Mientras que al pasar los días se despertaban esperando noticias y se dormían esperándolas, al igual que sus familias, ya que algo que caracterizó a Estadio Nacional fue que las mujeres y familiares se reunían con los militares en las afueras del complejo deportivo para saber en qué estado se encontraban los presos y para poder dejarles comida y vestimenta. En su interior, los detenidos eran sometidos a torturas eléctricas y golpes, a vejaciones sicológicas, mala alimentación y a hacinamiento, situaciones que llevaron a la muerte a varias decenas de ellos. Como ya se mencionó los lugares de detención eran camarines, salones y baños.
Con el paso del tiempo el Estadio Nacional comenzó a dar paso a la segunda etapa del plan del régimen, la cual se caracterizó por la creación de la DINA, donde ya no solo existía una represión hacia todos los ciudadanos, sino que la represión ahora solo afectaba a las personas con actitudes opositoras, es el periodo donde más tortura y homicidios hubo en este complejo deportivo.
En esta fase las dependencias de los prisioneros fueron acomodadas y catalogadas según su importancia, había algunas de funcionarios del gobierno, profesionales, dirigentes políticos y periodistas en una, en otra se ubicó a las mujeres y otra fue destinada para extranjeros, en la torre norte se encontraban los extranjeros, en la sur, obreros y bajo la marquesina se localizaban los cadáveres.
Mientras que en las graderías Andes y detrás de los arcos del Estadio Nacional estaban los detenidos que no tenían relevancia de dirigencia o importancia política, en los camarines que se encontraban bajo la tribuna se hallaban los detenidos de “mayor peligrosidad”, es decir dirigentes, políticos, extranjeros o algunas personas que habían sido denunciadas de forma especial por personas de la comunidad.
La tercera etapa que se tenía prevista para el Estado Nacional no se pudo llevar acabó, así que este recinto deportivo solo funcionó por 2 meses más, es decir hasta el 9 de noviembre de 1973, ya que estaba previsto que se jugaría un partido eliminatorio para el Campeonato Mundial de Fútbol entre Chile y la Unión Soviética. 

### División del Centro de Detención Estadio Nacional
El complejo deportivo principal, se dividía en ciertas secciones, por ejemplo, estaba el Coliseo, lugar en donde estuvieron la mayor parte de los detenidos, el cual cuenta con 3,17 hectáreas con 46 puertas de acceso, dividido en 25 puertas de acceso principal, 3 portones por Avenida Maratón, 2 túneles, uno al norte y otro al sur; 8 puertas en la torre norte y 8 en la torre sur.
Asimismo, este complejo principal cuenta con 8 escotillas, 30 camarines, 38 baños y graderías para 74.168 personas. Todos esos lugares, además de oficinas, camarines del personal y bodegas, fueron utilizados para detener, vejar y torturar prisioneros. El velódromo, otro sector del complejo fue utilizado para efectuar los interrogatorios por parte de militares y carabineros.
Los lugares de detención en el estadio fueron principalmente dos. El coliseo donde estaban detenidos los hombres y la piscina, donde se encontraban las mujeres o también en los camarines y el salón de la torre.

### El partido Chile-Unión Soviética
Dentro de las Eliminatorias Copa Mundial de Fútbol de 1974 tocaba realizar en este estadio el partido de Fútbol entre Chile y Unión Soviética. El equipo chileno consiguió un empate en la ciudad de Moscú. Sin embargo el equipo soviético se negó a jugar en el Estadio Nacional por el hecho de haber sido usado como un Campo de Concentración. La selección chilena ganó la eliminatoria por walkover.

## En la actualidad

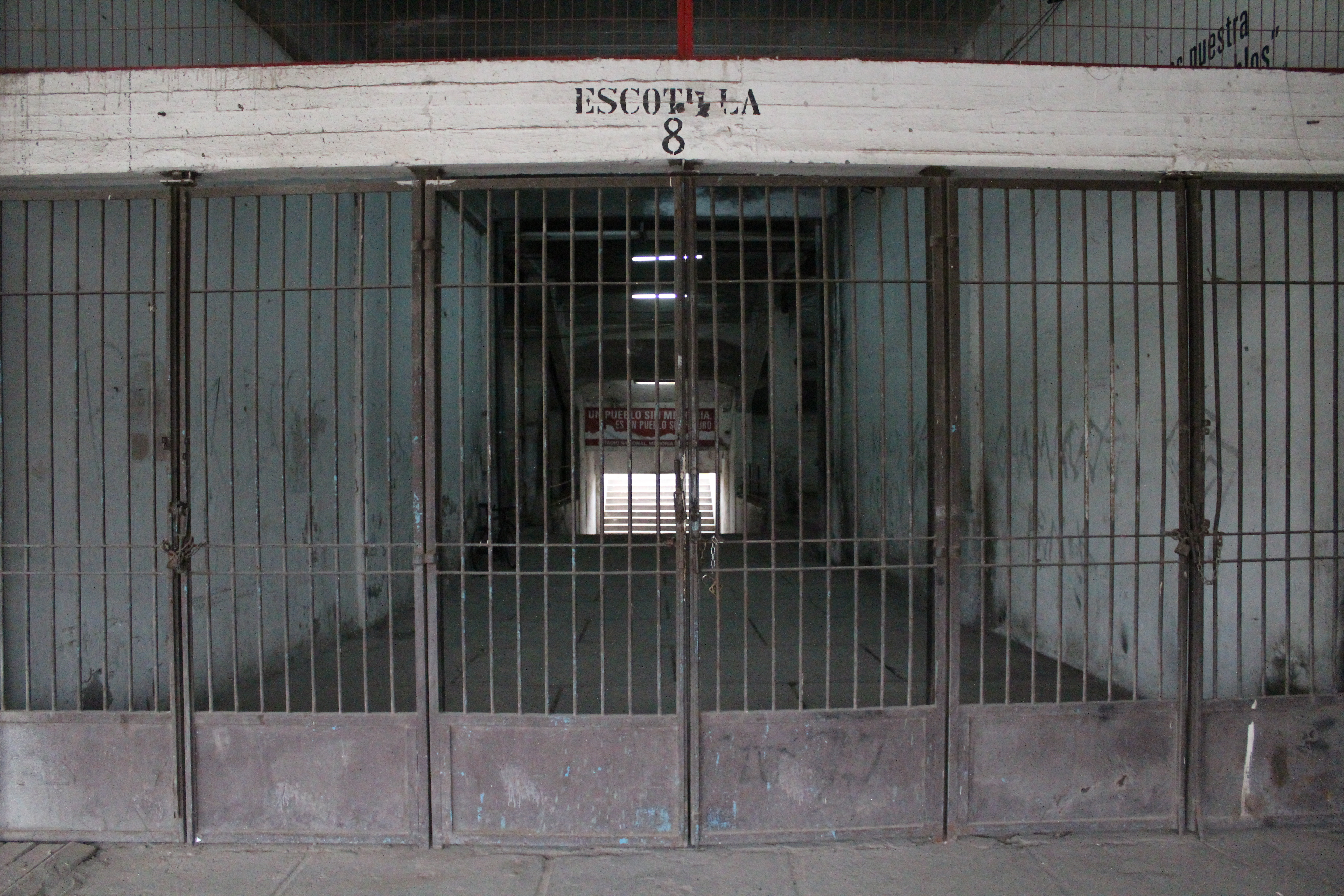
Escotilla 8, en sus muros se encuentran grabados, realizados por los prisioneros durante su estancia en el Estadio Nacional

Con la transición a la democracia en Chile, el gobierno de Patricio Aylwin hizo un acto masivo como desagravio por el uso que el Estado chileno había hecho del recinto. En dicha ocasión el presidente pidió solemnemente perdón a las víctimas.
Actualmente en el estadio existe un sector cerrado de asientos en la galería, que es mantenido intacto donde se recuerda esta época. Además la Escotilla Número 8 es un lugar de procesión.
Para cada conmemoración de la fecha 11 de septiembre, grupos y organizaciones de Derechos humanos acostumbran hacer velatones en las afueras del recinto. También en el interior jugadores han hecho ofrendas florales en el sector de la galería.
La Corporación Estadio Nacional Memoria Nacional, se ha encargado de recuperar los distintos sitios de memoria al interior del recinto, además de realizar diversas actividades educativas y culturales enfocadas en promover los «Derechos Humanos y la Memoria Histórica».

## Representaciones artísticas

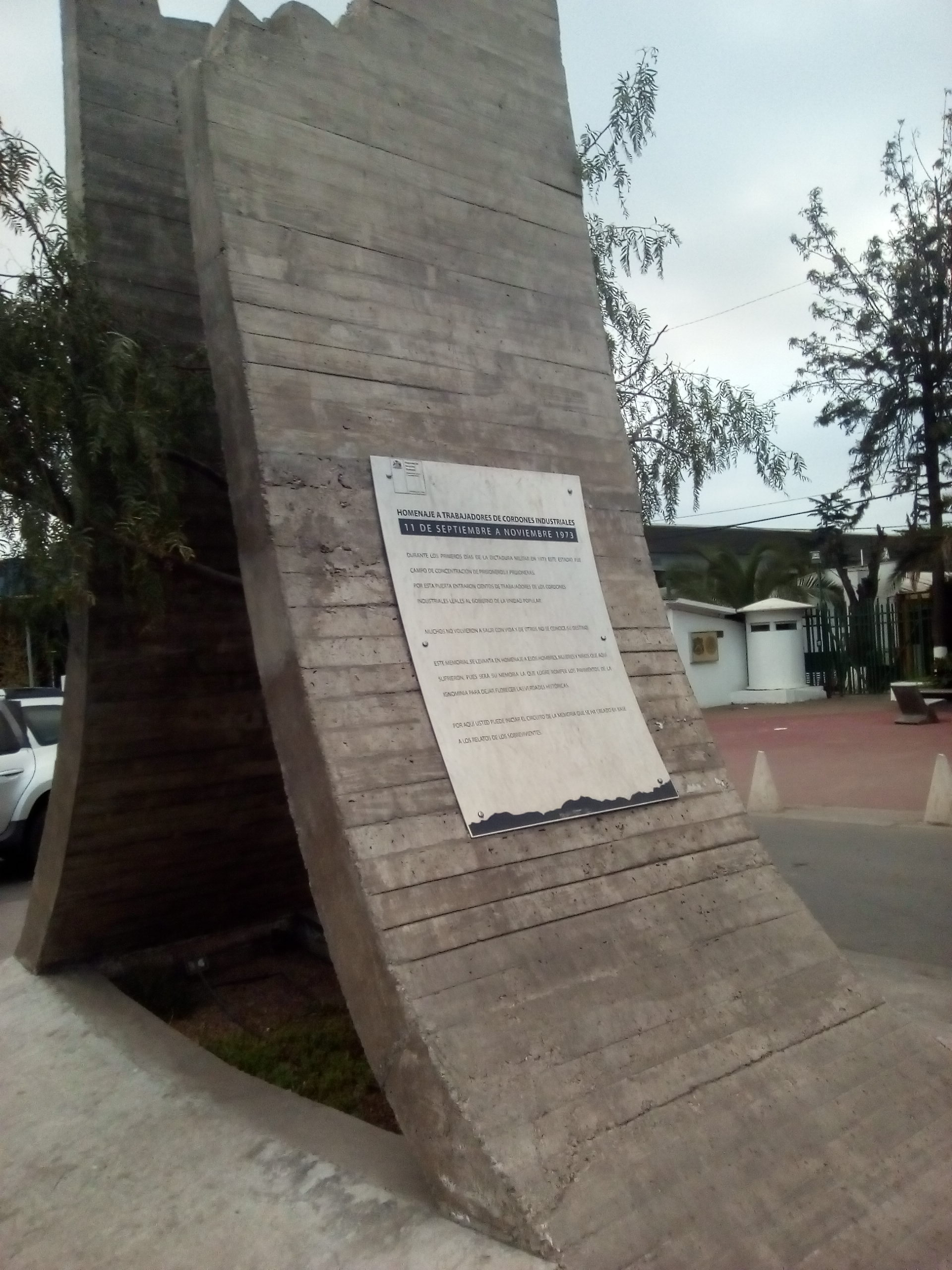
Memorial Pedro de Valdivia: dedicado a los trabajadores de los cordones industriales, detenidos en el Estadio Nacional.

Este lugar de detención ha inspirado numerosas obras de teatro y de literatura.
El ejecutado más famoso del Estadio Nacional fue el estadounidense Charles Horman. Se hicieron libros y al menos dos películas con su historia. La vida y el trabajo del periodista inspiraron el exitoso libro The Execution of Charles Horman (Desaparecido, en la versión castellana), publicado por Thomas Hauser en 1978, y la película Missing (Desaparecido), de Costa Gavras. Ambas obras también desnudan el encubrimiento y manipulación de militares y funcionarios de la embajada de EE. UU. involucrados en su arresto y asesinato y en la desaparición de otro norteamericano, Frank Teruggi, según testimonios de amigos y parientes. El Congreso de los Estados Unidos y sus numerosos amigos aportaron otros antecedentes sobre su corta pero brillante carrera.
Se estrenó la obra teatral Escotilla N.° 8 que recuerda esa época.
Un personaje que quedó en el imaginario colectivo fue un encapuchado que era conducido por los militares a las filas de detenidos y este apuntaba a los dirigentes y personajes políticamente peligrosos para el nuevo régimen. Se ha discutido si era uno o varias personas las que usaron esa máscara para delatar a compañeros de trabajo.